# HEAVEN Japan
株式会社HEAVEN Japan（ヘブンジャパン）は、大阪府河内長野市に本拠を置く、機能性下着に特化し、オリジナル商品の企画・開発からインターネット通販までを手掛ける企業。

## 概要
特に、身につけることできれいに見せる補正下着のオリジナル商品の企画・開発とEコマース（インターネット通信販売）に特化し事業展開する。「覚えやすい・分かりやすい・イメージしやすい」ブランドを意図した「もう離れ垂れへんブラ」、「夜寄るブラ」、「脇肉キャッチャー」、「ドライもん」など関西企業らしいユニークな商品名にこだわったネーミングが注目されたが、商品名での受けを狙うだけではなく、「focus on you」をブランドコンセプトに、利用者の年令、体型、体質の変化、理想とするライフスタイルに適合した「適正下着」の提案を行っており、ロングセラーシリーズ「脇肉キャッチャー(R)」は、2010年より累計50万本を売り上げている。2018年9月には「総務大臣表彰 全国クラウド活用 八尾大会」で近畿総合通信局長賞 大賞を受賞した。

### 創業
創業者松田崇により、2003年5月、「総合商事HEAVEN」として、大阪府河内長野市本町にて創業。元トラック運転手だった松田が起業をしたきっかけは、当時交際中だった妻とアメリカのフリーマーケットを訪問した際、日本では見かけない派手な色やデザインのブラジャーを妻が手に取り喜ぶ姿を目の当りにしたことがきっかけであった。かねてよりアメリカンドリームを夢見、起業を模索していた松田はさっそくアメリカで下着を仕入れると、国内のフリーマーケットや小さな店舗で販売したもののほとんど売れなかった。このため、当時まだ珍しかったインターネット販売に目をつけ、創業後5年で口コミで軌道に乗り始める。

### 法人化以降
2011年には、「HEAVENプランニング」を設立。2年間で売上を5倍に伸ばす。その後、当時、試着できるネット販売サイトが少ない点に着目し、大阪市内に試着サロンを開くなど、試着で機能を実感できる仕組みを導入、さらに販売を後押しするというユニークなビジネスモデルを構築した。試着すると買わなければいけないというイメージの払しょくのため、サロンでの販売はせず試着後、インターネットで購入するシステムが好評を得た。2014年からは韓国の代理店と契約し、海外展開を始める。
また、顧客情報部分、管理部分をクラウドに導入することで分散されていた注文情報やサロンのカルテ情報、社内のサイズ相談情報を一括にすることで、商品開発及び改善、商品ごとのサイズ提案、どこでも誰でも同じ接客を実現させ、売上げ、利益率、リピート率を飛躍的に上げることに成功するとともに返品率の減少、社員のモチベーションの向上も実現させた。
2019年 1月からは、顧客満足を向上させる「CXプロジェクト」を推進。ECサイトで商品を購入した顧客12,000人を対象にウェブ上でアンケート調査を実施し、問題点を分析。顧客にとっての「快適な買い物」を目指すとしている。

## 沿革
- 2003年
  - 5月、松田崇が大阪府河内長野市本町に総合商事HEAVEN創業。
  - 11月、自社サイトやヤフオクで下着を出品。
- 2004年 - 10月、楽天市場に出店。
- 2008年
  - 6月、中小企業新事業活動促進法に基づく「経営革新計画」が承認される。
  - 11月、オリジナル補正下着「不二子エキゾチックブラ」の販売開始。
- 2009年
  - 4月、事務所を河内長野市千代田に移転。ネット販売に特化する。
  - 7月、オンラインショップ本店運用開始。
- 2010年 - 6月、オリジナル補正下着「脇肉キャッチャー」の販売開始。
- 2011年 - 2月、法人化。株式会社HEAVENプランニング設立。
- 2012年 - 6月、株式会社HEAVENロジスティックス設立。
- 2013年 - 7月、楽天市場EXPO A ward 2013 成功へのコンセプト賞受賞。
- 2014年
  - 3月、大阪府 男女いきいき・元気宣言事業者に登録。
  - 4月、NPO法人 J.POSH（ピンクリボン運動）。オフィシャルサポーター企業承認。
- 2015年
  - 6月、＠cosmeバストケア・ヒップケア部門で脇肉キャッチャーが第1位を獲得（集計期間 2015/3/1〜2015/5/31）。
  - 7月、ランジェリーショップHEAVENから「HEAVEN JAPAN」へ、ブランドを革新。韓国サロンオープン。ポンパレモール店「月間優秀賞」受賞。
  - 8月、楽天フェスタ(於:東京ビッグサイト)出店。
  - 11月、DeNA・auショッピングモール店出店。がんばらない補整下着「脇肉キャッチャーOneLine」販売開始。
- 2016年
  - 4月、大阪心斎橋に試着体感サロンをオープン。
  - 9月、FM OSAKAでHEAVEN Japanの番組「STYLE FLAP」が開始。
- 2017年
  - 2月、資本金を1,000万円に増資。
  - 4月、「株式会社HEAVEN Japan」に社名変更。
  - 12月、中国の通販サイトVIPSHOPオープン。
- 2018年
  - 3月、ZOZOTOWNオープン。
  - 4月、「紀陽イノベーションサポートプログラム」に採択。
  - 9月、「総務大臣表彰 全国クラウド活用 八尾大会」にて近畿総合通信局長賞大賞受賞。
- 2019年
  - 1月より顧客満足を向上させる「CXプロジェクト」を推進[15]。
  - 3月15日、試着体感サロン青山店をオープン[16]。

（他出典 ）

## 主力商品 （ブランド）
- 元祖脇肉キャッチャーVer2.0
- 特上脇肉キャッチャー
- 贅沢脇肉キャッチャー
- ハリジェンヌ
- タニマドンナ
- ビスチェリーナ
- ブラッピング
- もう離れ垂れへんブラ
- SEKFIT BRA
- みだしな美
- 夜寄るブラ
- 贅肉キャッチャー
- すっぽりショーツ
- ヒップアガール
- 尻肉キャッチャー

（）

## CSR
- NPO法人 J.POSH（ピンクリボン運動）[1]
- 大阪府 男女いきいき・元気宣言事業者[1]

## 加盟団体
- 河内長野市商工会
- 河内長野市商店街連合会
- 下着・靴下EC推進協会
- 一般社団法人 イーコマース事業協会
- オンラインショップマスターズクラブ（略称OSMC）

（出典）